# Bryosedgwickia pringlei
Bryosedgwickia pringlei là một loài Rêu trong họ Hypnaceae. Loài này được (Cardot) Bizot & P. de la Varde mô tả khoa học đầu tiên năm 1952.